# Fruitvale, British Columbia
Fruitvale är en ort i Kanada.   Den ligger i provinsen British Columbia, i den södra delen av landet, 3 100 km väster om huvudstaden Ottawa. Fruitvale ligger 659 meter över havet och antalet invånare är 3 790.
Terrängen runt Fruitvale är kuperad åt sydväst, men åt nordost är den bergig. Fruitvale ligger nere i en dal. Närmaste större samhälle är Trail, 11,1 km väster om Fruitvale.
I omgivningarna runt Fruitvale växer i huvudsak barrskog. Runt Fruitvale är det glesbefolkat, med 14 invånare per kvadratkilometer.